# Patrones funcionales de salud de Gordon
Los patrones funcionales de salud de Gordon son una configuración de comportamientos, más o menos comunes a todas las personas, que contribuyen a su salud, calidad de vida y al logro de su potencial humano, y que se dan de una manera secuencial a lo largo del tiempo.
Marjory Gordon (1982), enfermera y profesora emérita en el Boston College, creó los Patrones Funcionales para enseñarles a los alumnos de la Escuela de Enfermería de Boston cómo debían realizar la valoración de los pacientes, 
Según las propias palabras de Marjory Gordon: “Los patrones funcionales de salud describen una serie de 11 áreas relativas a la salud. Tienen un enfoque funcional, de desarrollo y cultural que permite su aplicación a todos los ámbitos, especialidades y grupos de edad. Los patrones son configuraciones de comportamientos construidos desde las descripciones del cliente y las observaciones de la enfermera. Entender un patrón puede ser difícil hasta que no se hayan valorado todos los patrones debido a la naturaleza interdependiente de los patrones".

## Descripción de los patrones de salud de Marjory Gordon Para Evaluar Pacientes
Los 11 patrones son:
- Patrón 1: percepción-manejo de la salud. Describe la percepción del cliente de su patrón de salud y bienestar y cómo lo maneja. Incluye la percepción del individuo de su estado de salud y de su relevancia para las actividades actuales y sus planes futuros. También incluye el manejo de los riesgos para la salud y las conductas generales de cuidado de la misma, tales como las medidas de seguridad y la  realización de actividades de promoción de la salud física y mental, prescripciones médicas o enfermeras y revisiones periódicas. Se puede iniciar preguntando "¿cómo describiría usted su salud?. Incluye alergias, hábitos tóxicos, deseo de abandonar éstos, medidas preventivas habituales como participación en programas de salud y vacunaciones, y adherencia a los tratamientos.
- Patrón 2: nutricional - metabólico. Describe el consumo de alimentos y líquidos del cliente en relación con sus necesidades metabólicas y los indicadores del aporte local de los nutrientes. Incluye los patrones individuales de consumo de alimentos y líquidos: horarios de las comidas, tipo y cantidad de alimentos y líquidos consumidos, preferencias alimentarias y el uso de suplementos nutricionales o vitamínicos. Describe la lactancia materna y el patrón de alimentación del lactante. Incluye lesiones sobre cualquier zona cutánea, capacidad de cicatrización y medición de la temperatura, el peso y la talla corporal. También se incluye el aspecto general de bienestar y el estado de la piel, el cabello, las uñas, las membranas mucosas y los dientes.
- Patrón 3: eliminación. Describe la capacidad del individuo en relación con la función excretora (intestinal, urinaria y transpiración cutánea) y todos los aspectos relacionados con ella. Incluye la percepción que el propio individuo posee de la misma, la utilización habitual de medidas auxiliares como laxantes para la eliminación intestinal y cualquier cambio o alteración en el modo de excreción, calidad o cantidad. También incluye cualquier dispositivo usado para el control de la eliminación y su cuidado específico (urostomía, colostomía, pañales absorbentes).
- Patrón 4: actividad-ejercicio. Describe las capacidades para la movilidad autónoma (encamado/sillón-cama/deambulante) y las actividades de la vida diaria que requieren gasto energético, tales como las de realizar la higiene general, ponerse y quitarse la ropa, comer, cocinar, comprar, trabajar, hacer las tareas de la casa... También están incluidos el tipo, cantidad y calidad del ejercicio así como  las costumbres de ocio y recreo llevadas a cabo. Si procede, se incluyen los factores que interfieren con las actividades deseadas o esperadas por el individuo, tales como el déficit neuromuscular, disnea, angina o calambres musculares con el  esfuerzo, así como el uso correcto de dispositivos de ayuda como traqueostomía, laringectomía, oxigenoterapia, CPAP, BiPAP, inhaladores, otros... La valoración de los patrones de actividad permitirá la detección de prácticas poco saludables, la prevención de mayores pérdidas funcionales y puede así mismo ayudar a compensar dichas pérdidas.
- Patrón 5: sueño y descanso. El objetivo de valorar este patrón es describir la efectividad del sueño-descanso desde la perspectiva del cliente. La preocupación respecto al sueño sólo aparece cuando éste se hace difícil; de lo contrario, no se le presta atención. Se recogen datos sobre patrón de sueño, descanso y relax habitual a lo largo de las 24 h del día, capacidad para conciliar el sueño,  despertares, uso de medicación hipnótica o sedante, pesadillas y otros trastornos del sueño. Es importante individualizar: algunos están bien descansados después de 4 horas de sueño; otros necesitan muchas más; asimismo lo que puede ser relajante para algunos es considerado trabajo para otros. Si se perciben problemas por parte del cliente, deben valorarse las explicaciones, las acciones llevadas a cabo y los efectos derivados de las acciones.
- Patrón 6: cognitivo-perceptual. Este patrón busca conocer el estado de la capacidad cognitiva del paciente, tanto en sus aspectos más básicos (sensación, percepción, atención y memoria) como los más complejos (pensamiento, lenguaje e inteligencia). Incluye la alteración de la memoria, el estado de conciencia, el funcionamiento de los órganos de los sentidos y la alfabetización.
- Patrón 7: autopercepción y autoconcepto. El objetivo de la valoración de este patrón es conocer el concepto y la percepción que el individuo tiene de sí mismo. Incluye las actitudes hacia uno mismo, la percepción de las capacidades (cognitivas, afectivas o físicas), imagen, identidad, sentido general de valía y patrón emocional general, incluyendo falta de esperanza e ideación suicida. Valora también la postura corporal y el movimiento, así como el contacto visual y los patrones de voz y conversación (lenguaje no verbal). Generalmente la valoración del autoconcepto y la autopercepción no es exacta si el cliente no confía en la enfermera, por ello ésta precisa de crear un ambiente de empatía, confianza y de no enjuiciamiento.
- Patrón 8: rol y relaciones. Describe la percepción (satisfacción/insatisfacción) y grado de compromiso con los roles más importantes y las responsabilidades en la situación actual del cliente. Están incluidos la satisfacción o las alteraciones en la familia, trabajo o relaciones sociales, y las responsabilidades relacionadas con estos roles, incluida la capacidad de obtener ingresos suficientes para cubrir las necesidades y las condiciones de habitabilidad del hogar.  Deben obtenerse los problemas percibidos por el cliente, si existen, la causa percibida, las acciones llevadas a cabo y los efectos de dichas acciones.
- Patrón 9: sexualidad-reproducción. Describe los patrones de satisfacción o insatisfacción con la sexualidad; describe el patrón de reproducción. Incluye la satisfacción percibida por el individuo o las alteraciones de su sexualidad. También se incluye el estado reproductor en las mujeres, premenopausia o posmenopausia y los problemas percibidos. Entiende la sexualidad como la expresión del  comportamiento de la identidad sexual. Incluye, pero no se limita a las relaciones sexuales con una pareja. Las normas culturales regulan su expresión. Los problemas pueden aparecer cuando se producen discrepancias entre la expresión de la sexualidad que la persona ha alcanzado y aquella que desea.  Los patrones reproductivos incluyen la capacidad reproductiva y la reproducción en sí misma: métodos anticonceptivos, menarquia y climaterio, número de embarazos y de hijos nacidos vivos. En clientes jóvenes, desarrollo genital y características sexuales secundaria. Se buscan problemas reales o potenciales. Si existen problemas, se ha de preguntar al cliente acerca de los factores contribuyentes, las acciones llevadas a cabo y el efecto percibido por esas acciones.
- Patrón 10: adaptación - tolerancia al estrés. Describe el patrón general de adaptación, de afrontamiento de la persona a los procesos vitales y su efectividad en términos de tolerancia al estrés. Incluye la reserva individual o la capacidad para resistirse a las amenazas para la propia integridad, formas de manejar el estrés, sistemas de apoyo familiares o de otro tipo y capacidad percibida para controlar y manejar las situaciones. Incluye: Capacidad de resistencia de la persona a los ataques de la integridad, manejo del estrés (incluido uso de medicamentos, alcohol, o drogas, alteraciones del sueño y el apetito), sistemas de soporte y ayuda y capacidad percibida de manejar situaciones estresantes.
- Patrón 11: valores y creencias. Describe el patrón de los valores, objetivos y creencias espirituales y/o religiosas que influyen o guían las decisiones y opciones vitales del individuo y en la adopción de decisiones. Incluye lo percibido como importante en la vida, las expectativas en cuanto a salud y calidad de vida, y la percepción de conflicto entre los valores, creencias y expectativas y aspectos relacionados con la salud.